# Nadine Blom
Pour les articles homonymes, voir Blom.
Nadine Blom, née à Bloemfontein,  est une chanteuse sud-africaine.

## Études et carrière professionnelle
Elle étudie à l'école primaire de Lynnwood, à Pretoria, puis  à l'école primaire Du Preez van Wyk. Elle va ensuite au lycée Erasmus, où sa contribution au trésor artistique et culturel de l'école est remarquée.
Nadine Blom étudie le droit à l'Université de Pretoria, à l'Université d'Afrique du Sud et à l'Université de Johannesburg, où elle obtient un LLM (Legum Magister). Devenue avocate, elle poursuit une carrière de chanteuse à temps partiel tout en travaillant également comme conseillère juridique en entreprise. Son fils, Adriaan, naît en 2002. Au fil du temps, elle dit adieu à la profession d'avocate pour se consacrer à plein temps à sa carrière de chanteuse.

## Chanteuse
Son premier CD, Reën, sort indépendamment en 2003 et contient six de ses propres compositions. Son deuxième album, Veer (2005), contient 10 compositions de sa propre plume. Elle est invitée à se produire au Canada et en Belgique avec cette musique lyrique véritablement africaine. En 2006, elle sort un album classique celtique, With my whole heart, chez EMI. Elle est nommée la même année « Mme Nations Unies Afrique du Sud » et est la première princesse de Mme Nations unies International à Los Angeles.
En 2008, elle sort le premier CD d'une série de CDs et DVDs pour enfants intitulée Supercool, qu'elle produit elle-même. En 2009, elle reçoit pour ces CDs un Prix de Musique d'Afrique du Sud (SAMA) pour le meilleur album pour enfants en afrikaans. En 2009, un autre Supercool suit, intitulé Supercool for Jesus, pour lequel elle reçoit également un prix SAMA dans la catégorie du meilleur album pour enfants en afrikaans.
Blom est également conférencière motivatrice et se produit dans toute l'Afrique du Sud lors de matinées féminines.
En 2011, elle sort un CD intitulé My inspiration for my girlfriend. La chanson titre, My inspiration, composée par Blom et Dennis East, est dédiée aux femmes d'Afrique du Sud et est diffusée sur plusieurs stations de radio du pays. Sur ce CD, Nadine Blom affiche également sa grande capacité vocale avec des morceaux tels que O mio babino caro et Don't cry for me Argentina.
Nadine a récemment terminé une maîtrise en droit international à l'Université de Johannesburg sur le thème de La Traite des êtres humains. Militante des droits de l'homme, elle a choisi le domaine des droits de l'homme comme orientation pour ses études ultérieures. Elle prononce régulièrement des discours dans tout le pays sur la sécurité en ligne et les dangers que peuvent représenter les réseaux sociaux.